# Liste des épisodes de Californication
Cet article présente la liste des épisodes de la série télévisée américaine Californication. Chaque saison est composée de douze épisodes.

## Première saison (2007)
1. Cette petite folie qu'on appelle l'amour (Pilot)
2. Je vous hais tous (Hell-A Woman)
3. Peu importe le flacon… (The Whore of Babylon)
4. Charité quand tu nous tiens (Fear And Loathing At The Fundraiser)
5. Entre Cro-magnon et Shakespeare (LOL)
6. Le romantisme est mort (Absinthe Makes The Heart Grow Fonder)
7. Il n'y a pas de fin heureuse (Girls Interrupted)
8. Jacaranda (California Son)
9. Une page se tourne (Filthy Lucre)
10. Dernier Round entre amis (The Devil's Threesome)
11. Un seul être vous manque (Turn The Page)
12. Tragiquement imparfait (The Last Waltz)

## Deuxième saison (2008)
Le 7 septembre 2007, la série a été renouvelée pour une deuxième saison. Elle a été diffusée du 28 septembre au 14 décembre 2008 sur Showtime, aux États-Unis.
Note : Certains épisodes ont bénéficié de titres francophones différents en Suisse. Ils sont indiqués en second le cas échéant.
1. Cunnilapsus / Erreur sur la personne (Slip of the Tongue)
2. Ashby le Magnifique (The Great Ashby)
3. Par respect pour ces dames / Mauvaises Manières (No Way to Treat a Lady)
4. La Cène / Dîner avec le diable (The Raw & the Cooked)
5. Vaginatown (Vaginatown)
6. Ça tourne à Boullywood / Sexe, Drogue et Rock'n'Roll (Coke Dick and The First Kick)
7. Jamais plus jamais / Ménage à trois (In a Lonely Place)
8. L'Auberge espagnole / La Fièvre du corps (Going Down and Out in Beverly Hills)
9. La Ronde / La Ronde des sentiments (La Ronde)
10. In Utero (In Utero)
11. La Ligne blanche / Coups de blues à Laurel Canyon (Blues From Laurel Canyon)
12. California Dreaming / La Petite Mort (La Petite Mort)

## Troisième saison (2009)
Le 3 décembre 2008, la série a été renouvelée pour une troisième saison. Elle a été diffusée du 27 septembre au 13 décembre 2009 sur Showtime, aux États-Unis.
1. Père célibataire (Wish You Were Here)
2. Suicide littéraire (The Land of Rape and Honey)
3. L'An prochain à Jérusalem (Verities & Balderdash)
4. Toutes devant et lui derrière (Zoso)
5. Zloz le conquérant (Slow Happy Boys)
6. In Vino Veritas (Glass Houses)
7. Comment leur dire adieu ? (So Here's the Thing…)
8. L'Appartement (The Apartment)
9. Monsieur mauvais exemple (Mr. Bad Example)
10. Papillon de nuit (Dogtown)
11. Règlement de comptes à Chikamanga (Comings and Goings)
12. Mia Culpa (Mia Culpa)

## Quatrième saison (2011)
Le 5 octobre 2009, la série a été renouvelée pour une quatrième saison. Elle a été diffusée du 9 janvier au 27 mars 2011 sur Showtime, aux États-Unis.
Note : Certains épisodes ont bénéficié de titres francophones différents en Suisse. Ils sont indiqués en second le cas échéant.
1. Hank le maudit / Nudité gratuite (Exile on Main St.)
2. Trop sombre pour voir / Pilule amère (Suicide Solution)
3. Mensonge pieux (Home Sweet Home)
4. L'homme descend du singe / Le Milliardaire, son singe et ses épouses (Monkey Business)
5. Mama Mia ! / Mes deux Mia (Freeze-Frame)
6. Du côté obscur / L’Argent, le Flingue et l’Avocate (Lawyers, Guns and Money)
7. La Guerre du golf / Récusé (The Rescued)
8. Zombie / Au milieu des zombies (Lights. Camera. Asshole)
9. Encore une journée parfaite (Another Perfect Day)
10. Pendez-le haut et court (The Trial)
11. Incroyablement Triste (The Last Supper)
12. Le Premier Jour du reste de ta vie (…And Justice For All)

## Cinquième saison (2012)
Le 16 janvier 2011, la série a été renouvelée pour une cinquième saison. Elle a été diffusée du 8 janvier au 1er avril 2012 sur Showtime, aux États-Unis.
1. La Centième Femme (JFK to LAX)
2. À la force du poignet (The Way of the Fist)
3. D. A. B. (Boys and Girls)
4. L’Espoir d’un miracle (Waiting for the Miracle)
5. Patrouille de nuit (The Ride Along)
6. Les Paroles du cœur (Love Song)
7. Black-out (Here I Go Again)
8. La Vérité brute (Raw)
9. Comme au cinéma (At the Movies)
10. Le Fruit défendu (Perverts and Whores)
11. À la grâce de Dieu (The Party)
12. Dis-moi que tu m'aimes (Hell Ain't a Bad Place to Be)

## Sixième saison (2013)
Le 1er février 2012, Showtime a renouvelé la série pour une sixième saison,. Elle a été diffusée du 13 janvier au 7 avril 2013 sur Showtime, aux États-Unis.
1. Impardonnable (The Unforgiven)
2. Dure, dure la cure ! (Quitters)
3. Sex and Drugs and Rock'n'roll (Dead Rock Stars)
4. La Guerre du mâle (Hell Bent for Leather)
5. La Muse (Rock and a Hard Place)
6. Air Force 69 (In the Clouds)
7. Bas les masques ! (The Dope Show)
8. Le Mur du silence (Everybody's a Fucking Critic)
9. L'Alignement des étoiles (Mad Dogs and Englishmen)
10. Les Voies du seigneur (Blind Faith)
11. La Période bleue (The Abby)
12. Et oui, mais si… (I'll Lay My Monsters Down)

## Septième saison (2014)
Le 29 janvier 2013, Showtime a renouvelé la série pour une septième et dernière saison. Elle a été diffusée du 13 avril au 29 juin 2014 sur Showtime, aux États-Unis.
1. Levon (Levon)
2. Souvenirs, souvenirs (Julia)
3. Tel père, tel fils (Like Father Like Son)
4. L'Arme fatale (Dicks)
5. Toute première fois (Getting the Poison Out)
6. Obsédé textuel (Kickoff)
7. Cet obscur objet du désir (Smile)
8. Proposition indécente (30 Minutes Or Less)
9. Confiance, Espoir, Amour (Faith, Hope, Love)
10. Petit dîner entre amis (Dinner With Friends)
11. Ma fille, mes entrailles (Daughter)
12. Jusqu'à ce que l'amour nous sépare (Grace)